# Roger Tallroth
Roger Tallroth (Upsala, Suecia, 28 de agosto de 1960) es un deportista sueco retirado especialista en lucha grecorromana donde llegó a ser subcampeón olímpico en Los Ángeles 1984.

## Carrera deportiva
En los Juegos Olímpicos de 1984 celebrados en Los Ángeles ganó la medalla de plata en lucha grecorromana de pesos de hasta 74 kg, tras el luchador finlandés Jouko Salomäki (oro) y por delante del rumano Ştefan Rusu (bronce).